# Bo Diddley

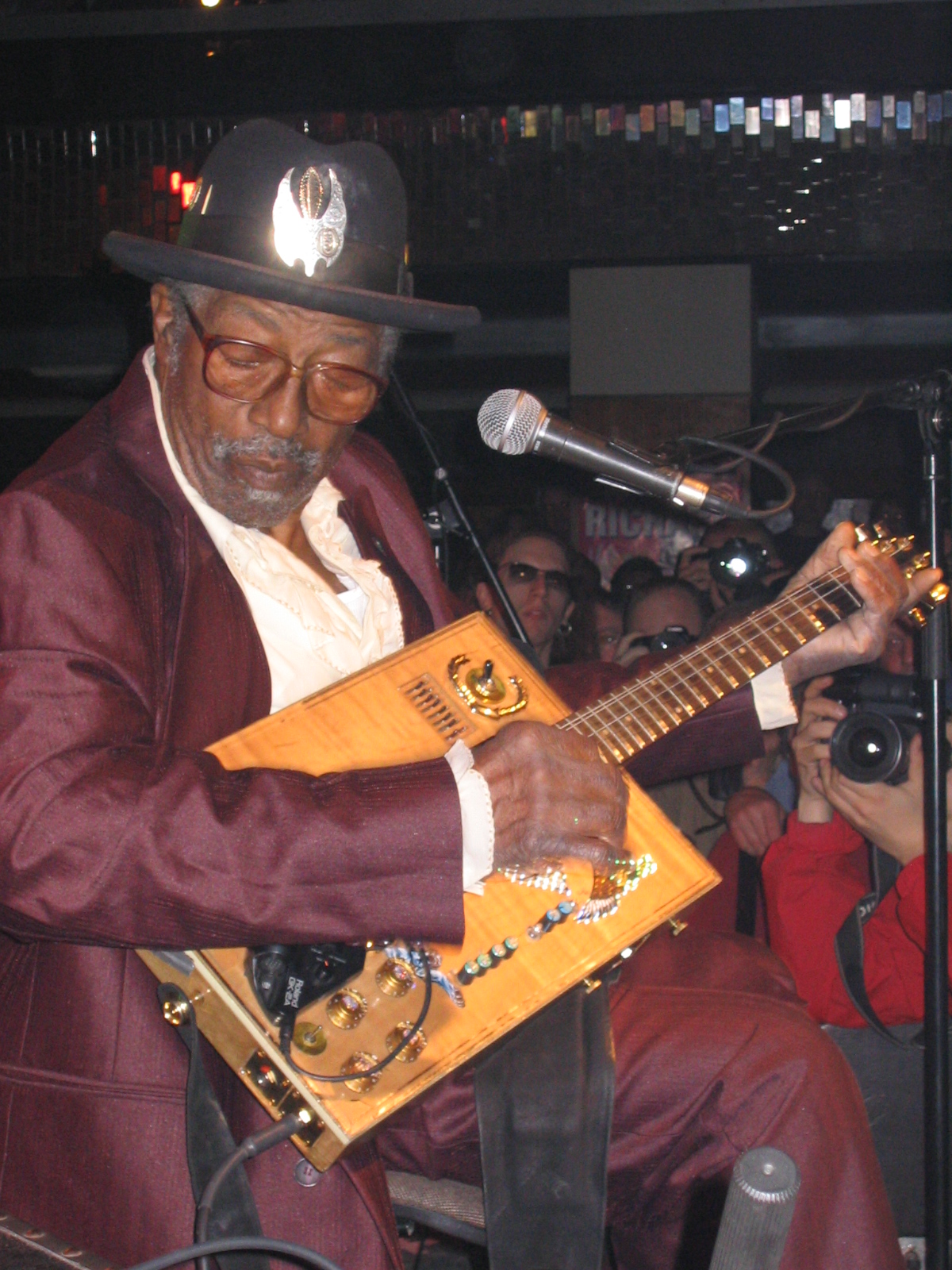

Bo Diddley (születési nevén Ellas Otha Bates) (McComb, Mississippi,       1928. december 30. – Archer, Florida, 2008. június 2.) amerikai rock and roll énekes, gitáros és dalszerző. Gyakran "The Originator" névvel illették (kb. „Az Alkotó”, „Az Értelmi Szerző”), mivel fontos szerepe volt a blues-nak a rock and roll-ba való átvezetésében és olyan gitárosokra volt hatással, mint Buddy Holly, Jimi Hendrix és Eric Clapton. 1987-ben bekerült a Rock and Roll Hall of Fame-be, 1996-ban a Rhythm and Blues Foundation-től „Életre szóló teljesítmény-díjat”, A Felvételi Művészetek és Tudományok Nemzeti Akadémiája pedig Grammy-díjat kapott. Ismertté vált technikai újításairól és derékszögű gitárjáról, amely a védjegyévé vált.

## Életpályája
Eredeti neve Ellas Bates, örökbe fogadó szülei után vette fel a McDaniels nevet. Kezdetben hegedűn tanult játszani, majd a 40-es évek elején a gitárra váltott. Kezdetben maga készítette, négyszögletes formájú gitáron kezdett játszani, később is megkülönböztető jegye volt az ilyen alakú hangszer. Tizenhat éves korában Chicagóba ment – ez a nagyváros volt akkoriban a legjobb hely egy kezdő fekete zenésznek.
Chicagóban kezdetben az utcákon gitározott és énekelt, később bekerült egy klubba, ahol idővel az esti műsorban is rendszeresen fellépett. Itt lett Bo Diddley a beceneve, amelyet később művésznévként használt. Első lemeze 1955-ben jelent meg a chicagói Chess lemezcégnél, amely a bluesműfaj egyik legnagyobb kiadója volt. A Bo Diddley című album nagy sikert aratott, az akkor 27 éves zenész egy csapásra ismertté vált.
Bo Diddley 1986-ban bekerült a rock and roll halhatatlanjai közé, 1998-ban Grammy-életműdíjat kapott.
A 90-es években még időnként fellépett az Egyesült Államokban, ám egészsége fokozatosan romlani kezdett. 2004-ben cukorbeteg lett, 2007 májusban pedig szélütés érte, amely részlegesen bénulást okozott, majd augusztusban szívroham súlyosbította állapotát. 2008. június 2-án hunyt el szívelégtelenségben.

## Lemezei
- 1958 – Bo Diddley
- 1959 – Go Bo Diddley
- 1960 – Have Guitar Will Travel[2]
- 1960 – Bo Diddley in the Spotlight
- 1960 – Bo Diddley Is a Gunslinger
- 1961 – Bo Diddley Is a Lover
- 1962 – Bo Diddley's a Twister
- 1962 – Bo Diddley
- 1962 – Bo Diddley & Company
- 1963 – Surfin' with Bo Diddley
- 1963 – Bo Diddley's Beach Party
- 1964 – Bo Diddley's 16 All-Time Greatest Hits
- 1964 – Two Great Guitars (Chuck Berry-vel)
- 1965 – Hey Good Lookin'
- 1965 – 500% More Man
- 1966 – The Originator
- 1967 – Super Blues (Muddy Waters-szel & Little Walter-rel)
- 1967 – Super Super Blues Band (Muddy Waters-szel & Howlin’ Wolf-fal)
- 1970 – The Black Gladiator
- 1971 – Another Dimension
- 1972 – Where It All Began
- 1972 – Got My Own Bag of Tricks
- 1973 – The London Bo Diddley Sessions
- 1974 – Big Bad Bo
- 1976 – 20th Anniversary of Rock & Roll
- 1977 – I'm a Man
- 1983 – Ain't It Good To Be Free
- 1985 – Bo Diddley & Co – Live
- 1986 – Hey...Bo Diddley in Concert
- 1989 – Breakin' Through the BS
- 1989 – Living Legend
- 1991 – Rare & Well Done
- 1992 – Live at the Ritz (Ronnie Wood-dal)
- 1993 – This Should Not Be
- 1994 – Promises
- 1996 – A Man Amongst Men
- 2002 – Moochas Gracias (Anna Moo-val)
- 2003 – Dick's Picks #30 (1972 5-song Live Session a The Grateful Dead-del)